# Teodor Sztekker
Teodor Sztekker (ur. 24 marca 1897 w Wojciechowie, zm. 7 listopada 1934 w Warszawie) – polski zapaśnik.

## Życiorys

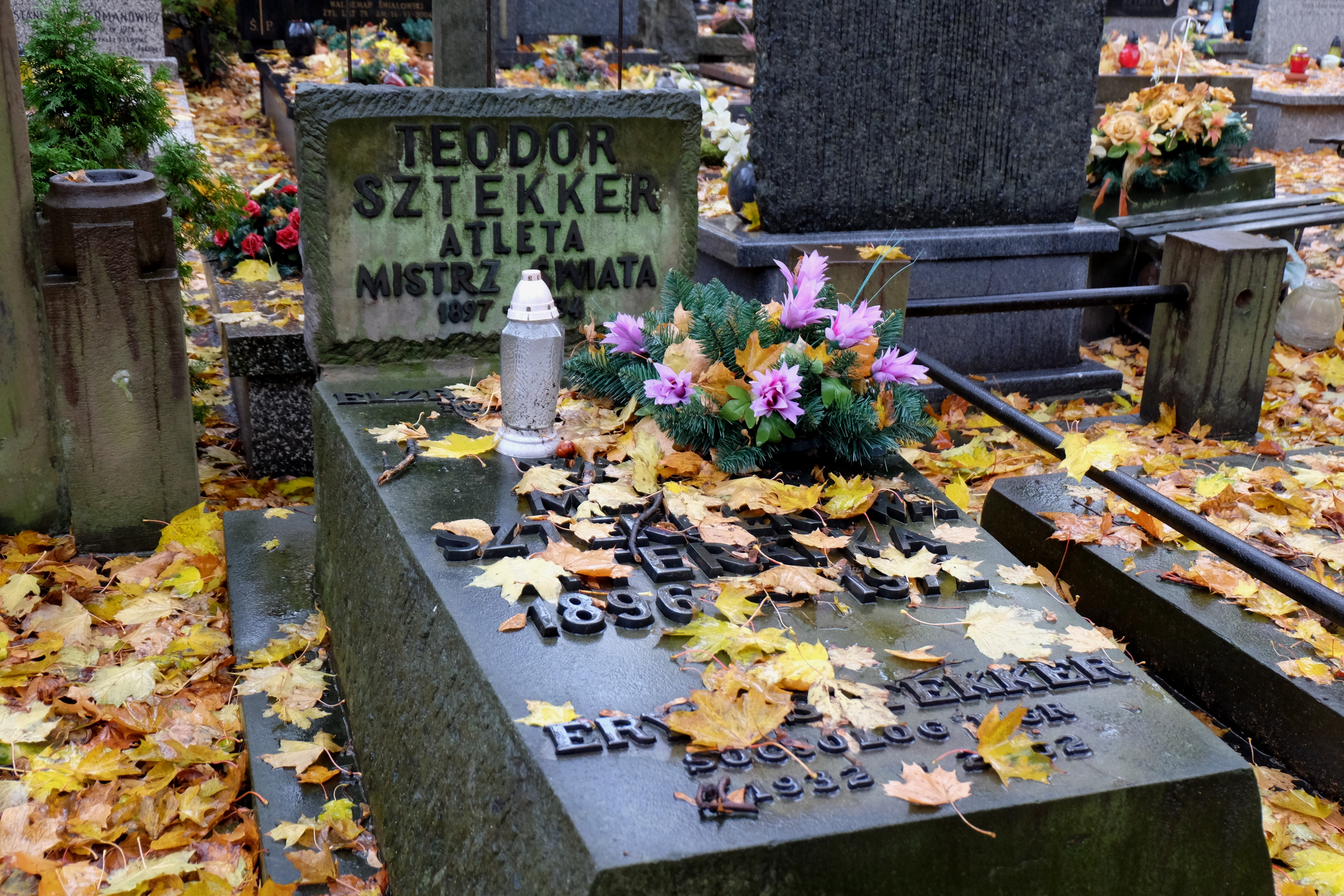
Grób Teodora Sztekkera i Wandy Melcer na Cmentarzu Wojskowym na Powązkach w Warszawie

Uprawianie sportu rozpoczął po wyjeździe z rodzinnych stron do gimnazjum w Kijowie. Wyjechał stamtąd w związku z rewolucją październikową do Warszawy. Zaczął uczestniczyć w zawodach zapaśników. Nawiązał znajomość z Aleksandrem Garkowienką, rosyjskim emigrantem, również zapaśnikiem, wraz z którym zdecydował się na wyjazd do Stanów Zjednoczonych. W latach 1923–1925 walczył tam w tzw. catch as catch can, brał udział w 32 walkach. Po pobycie w Stanach przez Paryż powrócił do kraju.
Osiągnął liczne sukcesy, zarówno w Polsce, jak i na szczeblu europejskim i światowym. M.in. był zawodowym mistrzem świata w 1930 i 1932, zawodowym mistrzem Europy (1927 – zawody nieoficjalne, 1934), zawodowym mistrzem Polski (1925, 1926, 1928, 1929), zawodowym mistrzem Niemiec (1929). W styczniu 1934 został przez szereg krajowych zawodowych związków zapaśniczych zdyskwalifikowany za „czyny nie licujące z etyką zapaśnika”, jednak we wrześniu 1934 skutecznie wykazał przed polskim sądem niesłuszność oskarżeń.
W 1927 wydana została jego książka pt. W potrójnym nelsonie. W 1933 był założycielem i pierwszym prezesem Zawodowego Związku Atletycznego. Jeszcze za jego życia w Poznaniu powstał Klub Atletyczno-Sportowy im. Teodora Sztekkera.
Był trzykrotnie żonaty, m.in. z pisarką Wandą Melcer i z Jadwigą Tobjaszek. Zmarł niespodziewanie 7 listopada 1934. Pochowany na warszawskim Cmentarzu Wojskowym na Powązkach (kwatera B17-1-20).
W styczniu 2014 Rada Gminy Radziejowice nadała jednej z ulic w Kuklówce Zarzecznej imię Teodora Sztekkera.